# Sainte-Radegonde (Gironde)
Sainte-Radegonde is een gemeente in het Franse departement Gironde (regio Nouvelle-Aquitaine) en telt 463 inwoners (2004). De plaats maakt deel uit van het arrondissement Libourne.

## Geografie
De oppervlakte van Sainte-Radegonde bedraagt 12,5 km², de bevolkingsdichtheid is 37,0 inwoners per km².
De onderstaande kaart toont de ligging van Sainte-Radegonde (Gironde) met de belangrijkste infrastructuur en aangrenzende gemeenten.

## Demografie
Onderstaande figuur toont het verloop van het inwonertal (bron: INSEE-tellingen).